# Aneilobolus endroedyyoungai
Aneilobolus endroedyyoungai är en skalbaggsart som beskrevs av Renaud Maurice Adrien Paulian 1983. Aneilobolus endroedyyoungai ingår i släktet Aneilobolus och familjen Hybosoridae. Inga underarter finns listade i Catalogue of Life.